# Samuel Restle

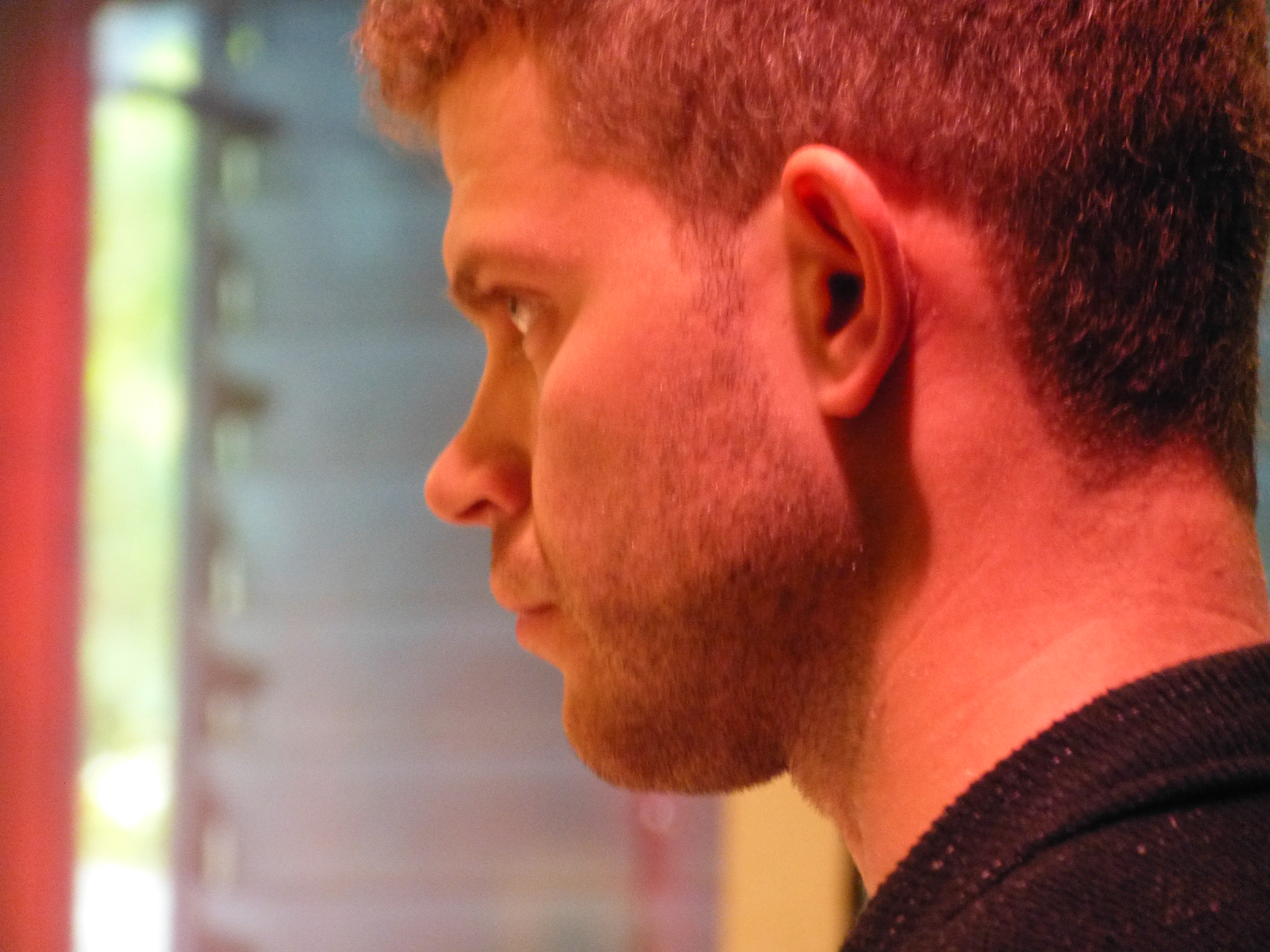
Samuel Restle (2025) im Loft (Köln)

Samuel Restle (* 1998 in Hechingen) ist ein deutscher Jazzmusiker (Posaune, Komposition).

## Leben und Wirken
Restle, der zunächst im Blasmusik-Verein ausgebildet wurde, spielte von 2016 bis 2018 im Landesjugendjazzorchester Baden-Württemberg und von 2019 bis 2021 im Bundesjazzorchester. Zwischen 2016 und 2021 studierte er Jazzposaune an der Hochschule für Basel bei Adrian Mears und an der Hochschule für Musik und darstellende Kunst Stuttgart bei Shannon Barnett, Johannes Lauer und Henning Wiegräbe. Bis 2023 absolvierte er dann in Stuttgart den Masterstudiengang Jazzkomposition bei Rainer Tempel, Hubert Nuss und Fabian Arends.
Restle ist in Bigbands des süddeutschen Raums aktiv, so bei Eberhard Budziat, Tobias Becker, dem Sunday Night Orchestra, der Wednesday Night Bigband und dem Oumuamua Orchestra um Evgenij Zelikman. Auch half er bei der SWR Big Band aus. Zusammen mit Lucas Wögler leitet er die Restle Wögler Bigband. Mit seinem eigenen Projekt, dem Samuel Restle Oktett, überraschte er beim Jazzport-Festival 2023 und gewann beim LOFT „recording project“, wo dann sein erstes Album entstand. Zudem ist er Teil der Band Tender (mit Mareike Riegert und Sebastian Minet) und an mehreren weiteren Projekten verschiedener Größe beteiligt.
Als Komponist und Arrangeur schreibt Restle Musik für Bigband und kleinere Jazzensembles, aber auch für Blasorchester und experimentelle, gemischte Ensembles. Im Rahmen des „Beyond“-Stipendiums der HMDK Stuttgart komponierte er eine dreiteilige Suite für Posaune und Orgel.
Restle unterrichtet außerdem an der Musikschule Filum in Filderstadt.

## Preise und Auszeichnungen
2025 erhält Restle den Jazz-Preis Baden-Württemberg. Seine intelligenten Kompositionen und Arrangements zeugten von vielschichtiger Kreativität und Originalität, die die Grenzen des Jazz erweitern und neue Maßstäbe, besonders für Bigband-Formationen, setzen würden. Als Bandleader fördere er nicht nur das musikalische Wachstum seiner Mitmusikerinnen und -musiker, sondern schaffe auch ein inspirierendes Umfeld, resümierte Fola Dada als Vorsitzende der Fachjury.

## Alben
- 2024: Restle Wögler Bigband: Live at Loft
- 2024: Samuel Restle Oktett: Das Salz der See (mit Lars Töpperwien, Dan Roncari, Lukas Wögler, Bastian Brugger, Moritz Langmaier, Snejana Prodanova-Fiehn, Lucas Klein)